# Carl Tausig
Carl Tausig ou Karl Tausig (Varsóvia, 4 de novembro de 1841 — Leipzig, 17 de julho de 1871), foi um pianista e compositor polaco.
Carl Tausig nasceu em Varsóvia numa família judaica e recebeu as suas primeiras lições de piano do seu pai.
Posteriormente conheceu Franz Liszt em Weimar, e estudou e viajou com ele. Aos 16 anos conheceu Richard Wagner, de quem se tornou devoto seguidor.
Wagner alegrou-se com o seu patrocínio (como é evidente na autobiografia de Wagner "A minha vida") apesar da sua origem judaica. Tausig fez arranjos pianísticos de muitas óperas de Wagner.
Também apresentou Wagner ao seu amigo Peter Cornelius, outro adepto de Wagner.
Tausig estabeleceu-se na Alemanha e abriu uma escola de piano em Berlim em 1865 que, no entanto, fecharia pouco depois. Fez turnées por toda a Europa, tornando-se conhecido pela sua exemplar técnica. Morreu em Leipzig de febre tifoide aos 29 anos.
A sua produção como compositor é muito diminuta mas foi gravada pelo compositor e pianista virtuose Artur Cimirro pelo selo Acte Prealable . Além das suas obras completamente originais, fez arranjos de obras de vários compositores, e escreveu varias obras pedagógicas (obras para ensino).
Entre as suas mais famosas transcrições há uma da Tocata em ré menor, BWV 565 de Johann Sebastian Bach.
Sepultado nos Friedhöfe vor dem Halleschen Tor em Berlim.